# 170-й отдельный инженерный батальон
170-й отдельный инженерный батальон — воинское подразделение в вооружённых силах СССР во время Великой Отечественной войны. Во время ВОВ существовало два инженерных подразделения с тем же номером.

## 170-й отдельный инженерный батальон Южного, Северо-Кавказского, Закавказского фронтов
Переформирован из 170-го отдельного мостостроительного батальона 19.06.1942 года.
В составе действующей армии с 19.06.1942 по 10.09.1943 года.
С момента формирования действовал в составе Южного фронта, отступая вместе с другими войсками. В сентябре 1942 года оборудовал оборонительные рубежи в районе Махачкалы, в ноябре 1942 переброшен на сооружение оборонительных рубежей вдоль реки Большой Зеленчук южнее Невинномысска, где оказался в окружении, в связи с поздним поступлением приказа об отступлении. Весь батальон, исключая одну роту, ушёл в горы, а одна из рот (со знаменем батальона) начала продвижение к своим войскам в район Грозного. Рота проехала через станицу Зеленчукская, через Кисловодск, Пятигорск (где попала под обстрел и была вынуждена поменять направление движения на Нальчик).
Из воспоминаний М.Х. Зайдлера, ветерана батальона
...В расположенном близ Беслана штабе армии на нас смотрели, как на выходцев с того света: батальон считался погибшим, и нас никто уже не ждал. Когда мы выстроились со знаменем перед своими машинами, начальник штаба в нарушение всякой субординации обнял командиров и заявил, что представляет всех к наградам. В тот же день мне вручили приказ принять батальон....А о судьбе воинов тех подразделений нашего инженерного батальона, которые ушли в горы, мы так и не узнали.
Батальон был пополнени и доукомплектован и отправлен в район Эльхотово где готовил систему обороны в Эльхотовых Воротах.
Затем, в течение 1943 года повторил боевой путь 58-й армии. В чентябре 1943 года отведён, вместе с армией, в резерв, по расформировании армии передан в 69-й армии.
02.02.1944 года переименован в 131-й отдельный инженерный батальон

### Подчинение
| Дата            | Фронт (округ)                                       | Армия      | Корпус | Примечания |
| --------------- | --------------------------------------------------- | ---------- | ------ | ---------- |
| 01.07.1942 года | Южный фронт                                         | -          | -      | -          |
| 01.08.1942 года | Северо-Кавказский фронт                             | -          | -      | -          |
| 01.09.1942 года | Закавказский фронт (Северная группа войск)          | -          | -      | -          |
| 01.10.1942 года | Закавказский фронт (Северная группа войск)          | 58-я армия | -      | -          |
| 01.11.1942 года | Закавказский фронт (Северная группа войск)          | 58-я армия | -      | -          |
| 01.12.1942 года | Закавказский фронт (Северная группа войск)          | 58-я армия | -      | -          |
| 01.01.1943 года | Закавказский фронт (Северная группа войск)          | 58-я армия | -      | -          |
| 01.02.1943 года | Северо-Кавказский фронт                             | 58-я армия | -      | -          |
| 01.03.1943 года | Северо-Кавказский фронт (Черноморская группа войск) | 58-я армия | -      | -          |
| 01.04.1943 года | Северо-Кавказский фронт                             | 58-я армия | -      | -          |
| 01.05.1943 года | Северо-Кавказский фронт                             | 58-я армия | -      | -          |
| 01.06.1943 года | Северо-Кавказский фронт                             | 58-я армия | -      | -          |
| 01.07.1943 года | Северо-Кавказский фронт                             | 58-я армия | -      | -          |
| 01.08.1943 года | Северо-Кавказский фронт                             | 58-я армия | -      | -          |
| 01.09.1943 года | Северо-Кавказский фронт                             | 58-я армия | -      | -          |
| 01.10.1943 года | Резерв Ставки ВГК                                   | 58-я армия | -      | -          |
| 01.11.1943 года | Резерв Ставки ВГК                                   | 58-я армия | -      | -          |
| 01.12.1943 года | Резерв Ставки ВГК                                   | 69-я армия | -      | -          |
| 01.01.1944 года | Резерв Ставки ВГК                                   | 69-я армия | -      | -          |
| 01.02.1944 года | Резерв Ставки ВГК                                   | 69-я армия | -      | -          |

### Командиры
- М.Х. Зайдлер, с ноября 1942 года

## 170-й отдельный инженерный батальон Карельского фронта
Переформирован из 169-го отдельного батальона инженерных заграждений 3-го формирования 13.05.1943 года.
В действующей армии с 13.05.1943 по 09.05.1945 года.
С момента формирования до окончания боевых действий в Заполярье являлся армейским инженерным батальоном 26-й армии. Строил и совершенствовал оборонительные рубежи на кестеньгском, ухтинском и ребольском направлениях, затем, уже летом и осенью 1944 года - на советско-финской границе. По окончании Петсамо-Киркенесской операции, очевидно остался на прежних пограничных рубежах, хотя и был переподчинён 14-й армии

### Подчинение
| Дата            | Фронт (округ)    | Армия                | Корпус | Примечания |
| --------------- | ---------------- | -------------------- | ------ | ---------- |
| 01.06.1943 года | Карельский фронт | 26-я армия           | -      | -          |
| 01.07.1943 года | Карельский фронт | 26-я армия           | -      | -          |
| 01.08.1943 года | Карельский фронт | 26-я армия           | -      | -          |
| 01.09.1943 года | Карельский фронт | 26-я армия           | -      | -          |
| 01.10.1943 года | Карельский фронт | 26-я армия           | -      | -          |
| 01.11.1943 года | Карельский фронт | 26-я армия           | -      | -          |
| 01.12.1943 года | Карельский фронт | 26-я армия           | -      | -          |
| 01.01.1944 года | Карельский фронт | 26-я армия           | -      | -          |
| 01.02.1944 года | Карельский фронт | 26-я армия           | -      | -          |
| 01.03.1944 года | Карельский фронт | 26-я армия           | -      | -          |
| 01.04.1944 года | Карельский фронт | 26-я армия           | -      | -          |
| 01.05.1944 года | Карельский фронт | 26-я армия           | -      | -          |
| 01.06.1944 года | Карельский фронт | 26-я армия           | -      | -          |
| 01.07.1944 года | Карельский фронт | 26-я армия           | -      | -          |
| 01.08.1944 года | Карельский фронт | 26-я армия           | -      | -          |
| 01.09.1944 года | Карельский фронт | 26-я армия           | -      | -          |
| 01.10.1944 года | Карельский фронт | 26-я армия           | -      | -          |
| 01.11.1944 года | Карельский фронт | 26-я армия           | -      | -          |
| 01.12.1944 года | -                | 14-я отдельная армия | -      | -          |
| 01.01.1945 года | -                | 14-я отдельная армия | -      | -          |
| 01.02.1945 года | -                | 14-я отдельная армия | -      | -          |
| 01.03.1945 года | -                | 14-я отдельная армия | -      | -          |
| 01.04.1945 года | -                | 14-я отдельная армия | -      | -          |
| 01.05.1945 года | -                | 14-я отдельная армия | -      | -          |

## Другие инженерно-сапёрные формирования с тем же номером
- 170-й отдельный сапёрный батальон 6-й горнострелковой дивизии
- 170-й отдельный сапёрный батальон 63-й стрелковой дивизии
- 170-й отдельный инженерно-минный батальон
- 170-й отдельный инженерно-сапёрный батальон